# Bleptinodes
Bleptinodes é um gênero de traça pertencente à família Arctiidae.